# Infomercial
Infomercial – rodzaj reklamy telewizyjnej utrzymany w konwencji programu informacyjnego bądź talk-show, znany również jako telezakupy. Jest jednym z rodzajów marketingu bezpośredniego, polega na wykorzystaniu specjalnych programów telewizyjnych prezentujących dany produkt lub usługę i dających możliwość bezpośredniego przesyłania odpowiedzi, np. przez stronę internetową lub linię telefoniczną, pozwalającą na uzyskanie dodatkowych informacji i złożenie zamówienia. W Polsce zazwyczaj programy te trwają dłużej niż 15 minut.

## Pochodzenie
Słowo „infomercial” pochodzi od angielskich słów „information” oraz „commercial”.
Pierwsze programy tego typu pojawiły się w USA, były nadawane w nocy, poza godzinami największej oglądalności. Stały się one popularne we wczesnych latach 80. XX wieku. Niektóre stacje telewizyjne używały telezakupów jako alternatywę nocnej przerwy w audycji.